# بوغ زقي

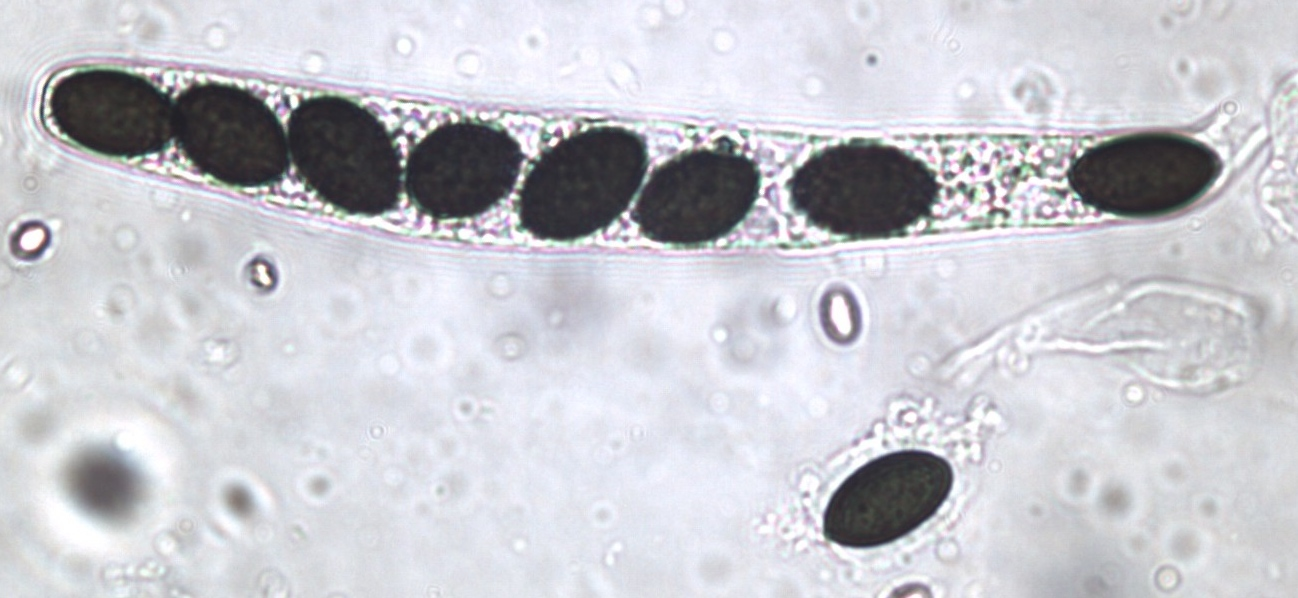
الأبواغ الزقيّة.

البوغ الزقي أو الجرثومة الزقية أو ابواغ زقية (بالإنجليزية: Ascospore)‏، هو بوغ يتم إيراده داخل الكيس الزقي أو يتم انتاجه في داخل الكيس المتواجدة في الفطريات الزقيّة. عادةً ما يحتوي الكيس الزقي على ثمانية من هذه الأبواغ. وتتكون عن طريق اندماج الأنوية في الكيس الزقي والذي يحدث انقسام اختزالي بعد ذلك مُحدثاُ أربعة أنوية جديدة أحادية الكروموسومات، تنقسم تلك الأنوية مرةً أخرى انقساماً متساوياً لينتج عنها ثماني كروموسومات أحادية الكروموسومات ثم يتكون حولها جدران لتُصبح أبواغاً زقية.